# توماس س. كوشران
توماس س. كوشران (بالإنجليزية: Thomas C. Cochran) هو مؤرخ أمريكي، ولد في 29 أبريل 1902 في نيويورك في الولايات المتحدة، وتوفي في 2 مايو 1999 في Haverford, Pennsylvania ‏ في الولايات المتحدة.